# Carignano
Carignano (franciául és piemonti nyelven Carignan) település Olaszországban, Torino megyében.

## Elhelyezkedése

Carignano község Torino megye térképén

Carignano Torinótól kb. 20 km-re fekszik. A vele határos települések: Carmagnola, Castagnole Piemonte, La Loggia, Lombriasco, Moncalieri, Osasio, Piobesi Torinese, Villastellone és Vinovo.

## Látványosságok

### A Dóm
Az egyhajós barokk dómot Benedetto Alfieri tervezte, és 1764-ben adták át. A régi piactérre néz. Hat mellékoltára van

### A Santa Maria delle Grazie e Sant'Agostino templom
Belsejében San Nicola di Bari oltára Pietro Somazzi alkotása.

## Fordítás
- Ez a szócikk részben vagy egészben  a   Carignano című olasz Wikipédia-szócikk fordításán alapul.  Az eredeti cikk szerkesztőit annak laptörténete sorolja fel. Ez a jelzés csupán a megfogalmazás eredetét és a szerzői jogokat jelzi, nem szolgál a cikkben szereplő információk forrásmegjelöléseként.